# Times New Roman
Il Times New Roman è un carattere tipografico con grazie, ideato nel 1931 da Stanley Morison (1889 - 1967) e disegnato da Victor Lardent, comparso poi per la prima volta il 3 ottobre 1932 sul quotidiano britannico The Times. Fu sostituito dopo ben 40 anni, poiché le tecnologie di stampa erano completamente cambiate.
"Ha un asse umanista ma proporzioni manieriste, colore barocco e affilate finiture neoclassiche", così lo descrive il poeta, tipografo e storico della cultura Robert Bringhurst nel famoso saggio The Elements of Typographic Style.
Lo scopo dell'ideatore era quello di avere un carattere leggibile e con occhio medio "stretto" (cioè un carattere sviluppato più in altezza che in larghezza), che permettesse di comporre le strette colonne tipografiche del quotidiano senza i fastidiosi effetti dei canaletti.
Il carattere è stato progettato a partire dal Plantin.
Liberation Serif (carattere tipografico distribuito con licenza GNU General Public License con alcune eccezioni) corrisponde strettamente alla metrica del carattere.

## Storia
Lo stimato designer di caratteri Stanley Morison criticò l'aspetto tipografico del quotidiano londinese The Times, definendolo fuori moda rispetto alle nuove tendenze tipografiche che stavano espandendosi, quindi il giornale gli chiese di creare qualcosa di migliore. Morison si avvalse dell'aiuto del disegnatore Victor Lardent e iniziò a progettare un nuovo carattere con due obiettivi in mente: efficienza (massimizzare la quantità di testo che si adattava a una riga e quindi a una pagina) e leggibilità. Morison voleva che qualsiasi stampa nel suo carattere fosse economica, una necessità nel settore dei giornali, ma voleva anche che la lettura non fosse sgradevole all'occhio.
Morison si ispirò al profilo dei caratteri classici. Gli piaceva l'aspetto del moderno carattere Plantin, che era basato sul vecchio carattere Gros Cicero, disegnato da Robert Granjon. Il "Cicerone" in Gros Cicero era un termine coevo per la dimensione del tipo (oggi si definirebbe la dimensione del Cicero come 11,5 punti) e il Gros si riferiva alle proporzioni delle lettere. La Rare Book Division ha un esempio di Gros Cicero nei Commentarivs Brevis Rervm In Orbe Gestarvm di Lorenzo Surio, stampati nel 1574.
Per raggiungere l'efficienza, Morison aumentò l'altezza della x, ovvero la distanza tra la parte superiore e inferiore di una lettera minuscola senza parti ascendenti o discendenti, come a, c o m. Ridusse anche la spaziatura tra le lettere, per ottenere una distribuzione dei caratteri più condensata. Come si può immaginare, avvicinare le lettere tra loro potrebbe anche renderle più difficili da leggere. Per proteggere il suo secondo obiettivo di leggibilità, Morison dovette dunque alterare la forma delle lettere: le parti più spesse, ad esempio le linee verticali della "n", sono state allargate, in modo che le lettere contengano più inchiostro e appaiano più scure quando stampate, in contrasto con la carta. Le intersezioni di questi tratti più spessi furono assottigliate, ad esempio dove le linee verticali della "n" incontrano le grazie. Ciò ha permesso alle lettere di rimanere leggibili, oltre a dare loro un aspetto più rotondo. Tutte queste differenze possono essere chiaramente viste in un confronto tra il vecchio carattere tipografico e la nuova creazione di Morison e Lardent, che il Times pubblicò in un opuscolo all'epoca del cambiamento.
Il Times ha messo alla prova questo nuovo carattere davvero a fondo. Nel 1926 il British Medical Research Council ha pubblicato un Rapporto sulla leggibilità della stampa e il nuovo carattere seguì le sue raccomandazioni. Prima dell'approvazione finale, le pagine di prova furono sottoposte anche a una "distinta autorità oftalmica" portando il giornale ad annunciare che il suo carattere tipografico aveva "l'approvazione della più eminente opinione medica". Il giornale riconobbe che l'analisi scientifica andava bene, ma un test altrettanto importante era proprio la leggibilità. I membri del gruppo hanno intrapreso lunghe sessioni di lettura, sia alla luce naturale che artificiale: dopo varie prove, il progetto definitivo fu approvato e nacque il Times New Roman.
Il 3 ottobre 1932 il Times pubblicò il suo nuovo carattere suscitando grande scalpore. Era la prima volta che un giornale creava il proprio carattere tipografico e il Times ne deteneva i diritti esclusivi per un anno. Negli anni successivi, gli editori americani furono lenti nell'adottare il Times New Roman perché per apparire al meglio richiedeva una quantità di inchiostro e una qualità di carta superiori che i giornali americani inizialmente non erano disposti impiegare. Alla fine prese piede come carattere tipografico per libri e riviste, con il suo primo grande cliente americano Woman's Home Companion nel dicembre 1941. Il Chicago Sun-Times iniziò ad usarlo nel 1953.
Nel 1932 il Times fece notare specificatamente che il loro nuovo carattere tipografico non era destinato ai libri: «È un carattere da giornale e difficilmente funzionerà sui libri, poiché è strettamente destinato all'uso in righe brevi, cioè in colonne». Successivamente è stata sviluppata una versione dall'aspetto più largo, più adatta alle righe di testo più lunghe, come un libro.
I punzoni originali per tale carattere sono stati creati in collaborazione dalla Monotype Corporation e dalla Linotype Company, i due principali produttori di macchine e attrezzature per la composizione automatica in quel momento. Entrambe le società hanno successivamente realizzato set del carattere per l'acquisto. Monotype ha chiamato il suo carattere "Times New Roman", mentre Linotype ha usato "Times Roman"; nei moderni software di elaborazione del testo, i prodotti Microsoft ed Apple chiamano questo carattere con, rispettivamente, questi due nomi distinti, a causa della diversa società con cui le due aziende hanno stretto accordi di licenza.

## Caratteristiche
Times New Roman ha un colore robusto sulla pagina e influenze della stampa europea della prima età moderna e barocca. Come carattere tipografico progettato per la stampa di giornali, il Times New Roman ha un'altezza "x" elevata, discendenti corti per consentire un'interlinea stretta e un aspetto relativamente denso. 
Una digitalizzazione del Times New Roman sotto i tre caratteri originariamente considerati alla base del progetto Times: Perpetua, Baskerville e Plantin. Times è più basato su Plantin, ma con le lettere rese più alte e il suo aspetto "modernizzato" con l'aggiunta di influenze settecentesche e ottocentesche, in particolare migliorando il contrasto del tratto. Rispetto a Baskerville e Perpetua, l'altezza della x è una proporzione maggiore dell'altezza del tipo.
Lo stile romano di Plantin era vagamente basato su un carattere di metallo creato alla fine del XVI secolo dall'artigiano francese Robert Granjon e conservato nella collezione del Museo Plantin-Moretus di Anversa. Questo stile è talvolta classificato come parte del "vecchio stile" dei caratteri con grazie (prima del XVIII secolo). La 'a' di Plantin non era basata sul lavoro di Granjon: il tipo del Museo Plantin-Moretus aveva una 'a' sostitutiva tagliata in seguito. Infatti, il titolo provvisorio di Times New Roman era "Times Old Style".

## Galleria d'immagini

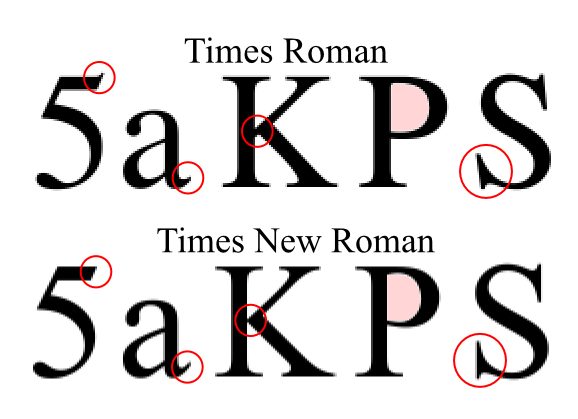
Times Roman vs Times New Roman
Alfabeto greco Times New Roman
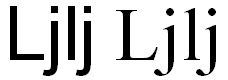
Confronto tra un carattere bastone e Times New Roman